# Gruneriet

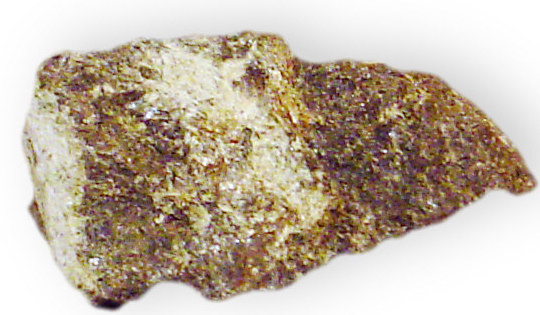
Gruneriet

Het mineraal gruneriet is een ijzer-inosilicaat met de chemische formule Fe7Si8O22(OH)2. Het behoort tot de amfibolen.

## Eigenschappen
Het donkergrijze, bruine tot groenbruine gruneriet heeft een glas- tot parelglans en een kleurloze streepkleur. Het kristalstelsel is monoklien en de splijting is perfect volgens kristalvlak [110]. De gemiddelde dichtheid is 3,45 en de hardheid is 5 tot 6. Gruneriet is niet radioactief.

## Naam
Het mineraal gruneriet is genoemd naar de Zwitsers-Franse scheikundige Louis Emmanuel Gruner (1809 - 1883), die het mineraal voor het eerst analyseerde.

## Voorkomen
Zoals andere amfibolen, komt gruneriet voor in stollings- en metamorfe gesteenten.